# Canthigaster
Sous-famille
Genre
Canthigaster est un genre de poissons tetraodontiformes, le seul de la sous-famille des Canthigasterinae.

## Liste d'espèces
Selon FishBase (29 mai 2012) :
- Canthigaster amboinensis (Bleeker, 1864) - Canthigaster d'Ambon
- Canthigaster axiologus Whitley, 1931 - Canthigaster couronné du Pacifique
- Canthigaster bennetti (Bleeker, 1854) - Canthigaster de Bennett (ou Bourse de sable)
- Canthigaster callisterna (Ogilby, 1889)
- Canthigaster capistrata (Lowe, 1839) - Tétrodon nain
- Canthigaster compressa (Marion de Procé, 1822) - Canthigaster imprimé
- Canthigaster coronata (Vaillant & Sauvage, 1875) - Tétrodron couronné
- Canthigaster cyanetron Randall & Cea-Egaña, 1989
- Canthigaster cyanospilota Randall, Williams & Rocha, 2008 - Canthigaster à points bleus
- Canthigaster epilampra (Jenkins, 1903) - Canthigaster lanterne
- Canthigaster figueiredoi Moura & Castro, 2002
- Canthigaster flavoreticulata Matsuura, 1986
- Canthigaster inframacula Allen & Randall, 1977
- Canthigaster investigatoris (Annandale & Jenkins, 1910)
- Canthigaster jactator (Jenkins, 1901)
- Canthigaster jamestyleri Moura & Castro, 2002
- Canthigaster janthinoptera (Bleeker, 1855) - Canthigaster alvéolé
- Canthigaster leoparda Lubbock & Allen, 1979
- Canthigaster margaritata (Rüppell, 1829) - Souffleur perlé
- Canthigaster marquesensis Allen & Randall, 1977 - Canthigaster des Marquises
- Canthigaster natalensis (Günther, 1870) - Canthigaster du Natal
- Canthigaster ocellicincta Allen & Randall, 1977 - Canthigaster timide
- Canthigaster papua (Bleeker, 1848) - Canthigaster papou
- Canthigaster punctata Matsuura, 1992
- Canthigaster punctatissima (Günther, 1870)
- Canthigaster pygmaea Allen & Randall, 1977 - Souffleur pygmée
- Canthigaster rapaensis Allen & Randall, 1977
- Canthigaster rivulata (Temminck & Schlegel, 1850)
- Canthigaster rostrata (Bloch, 1786) - Canthigaster des Caraïbes
- Canthigaster sanctaehelenae (Günther, 1870)
- Canthigaster smithae Allen & Randall, 1977 - Canthigaster bicolore
- Canthigaster solandri (Richardson, 1845) - Canthigaster moucheté
- Canthigaster supramacula Moura & Castro, 2002
- Canthigaster tyleri Allen & Randall, 1977 - Canthigaster de Tyler
- Canthigaster valentini (Bleeker, 1853) - Canthigaster à selles noires

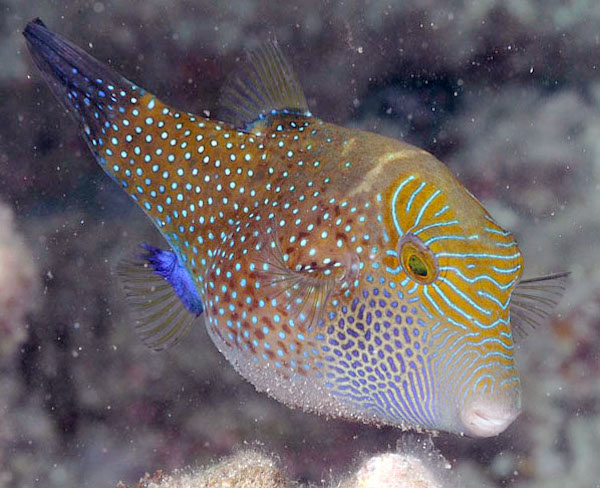
Canthigaster amboinensis
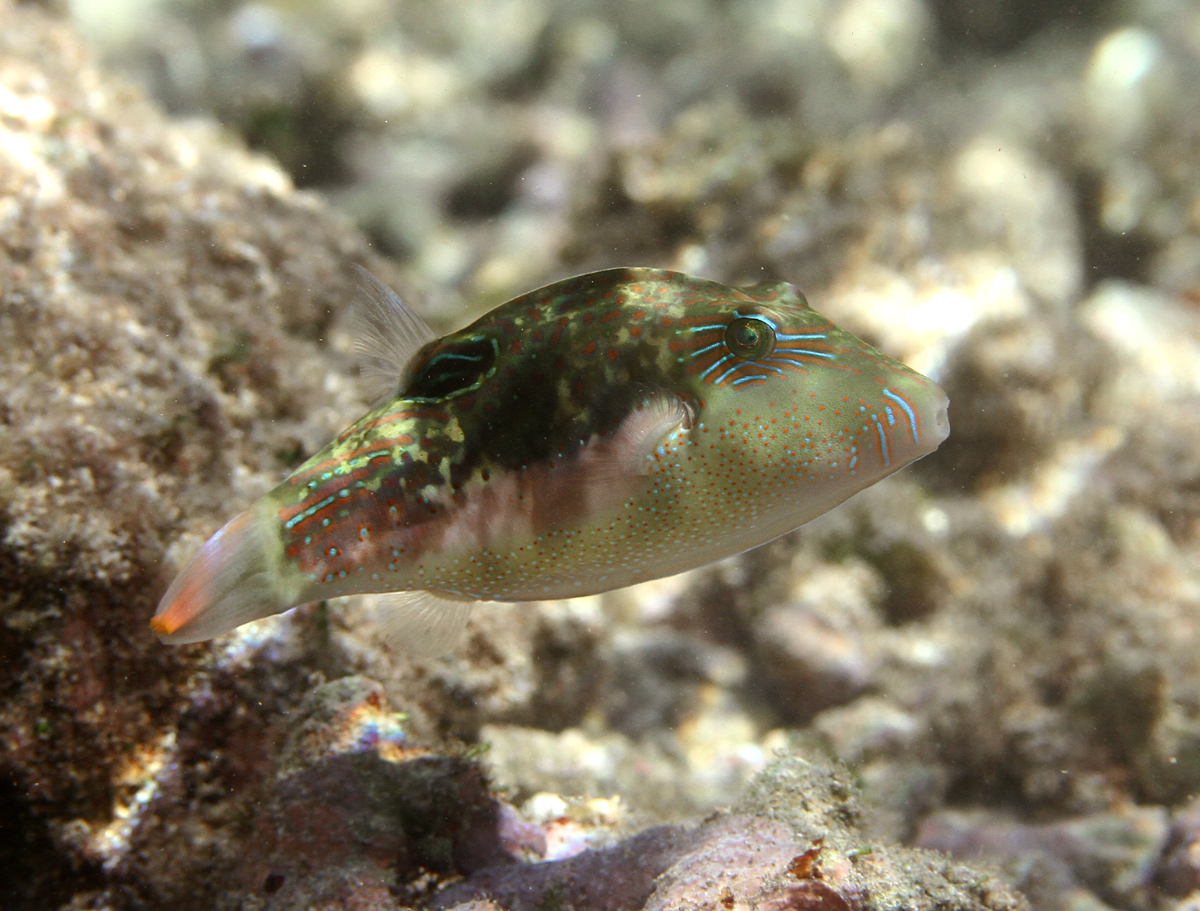
Canthigaster bennetti
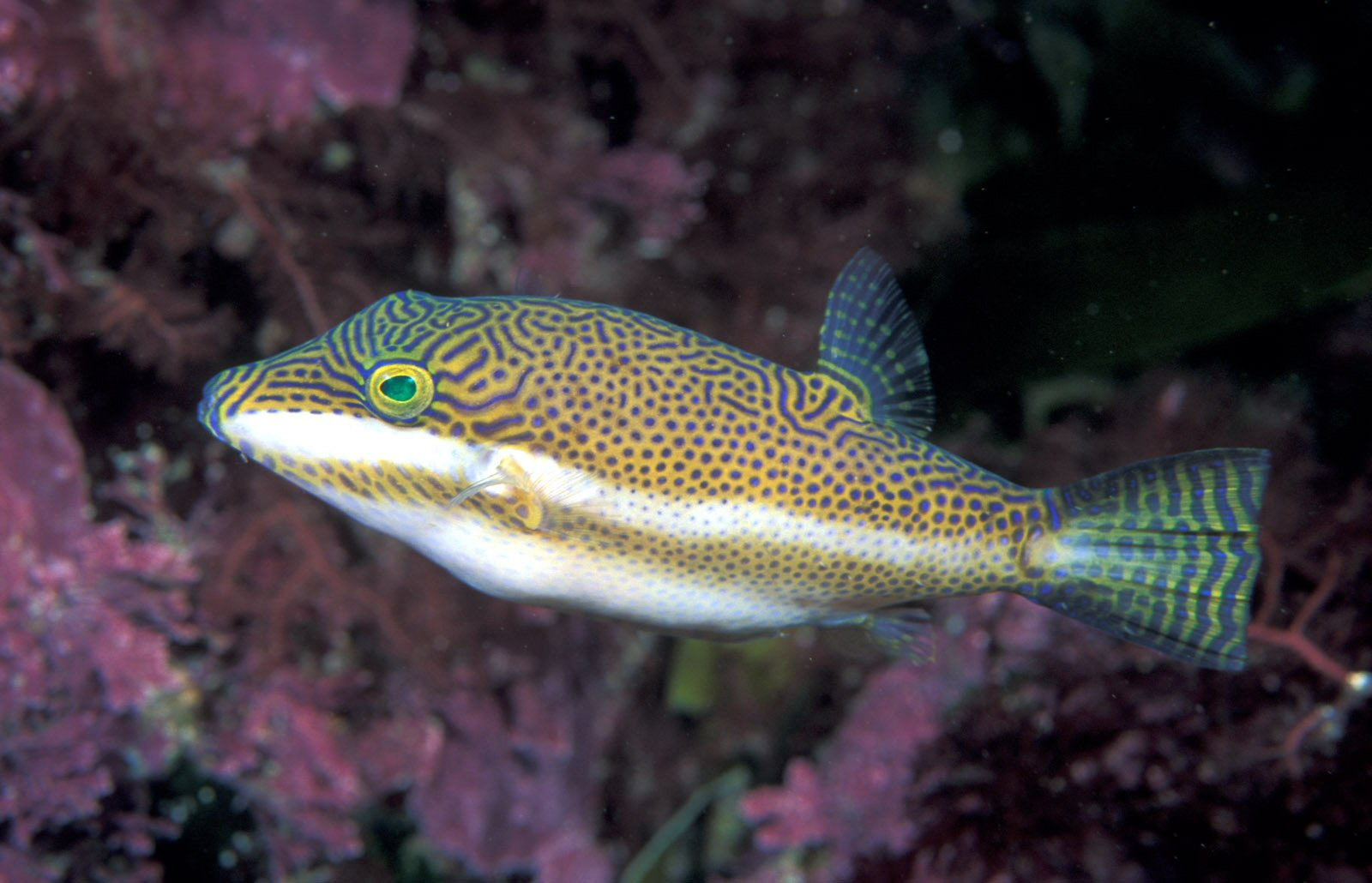
Canthigaster callisterna
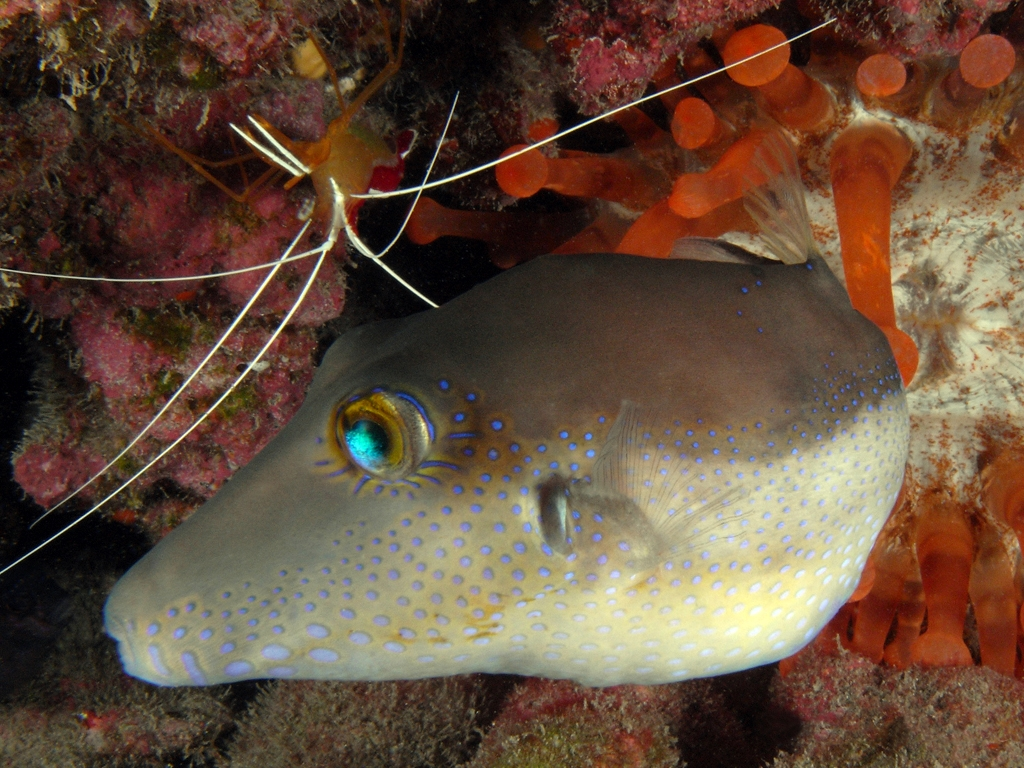
Canthigaster capistrata
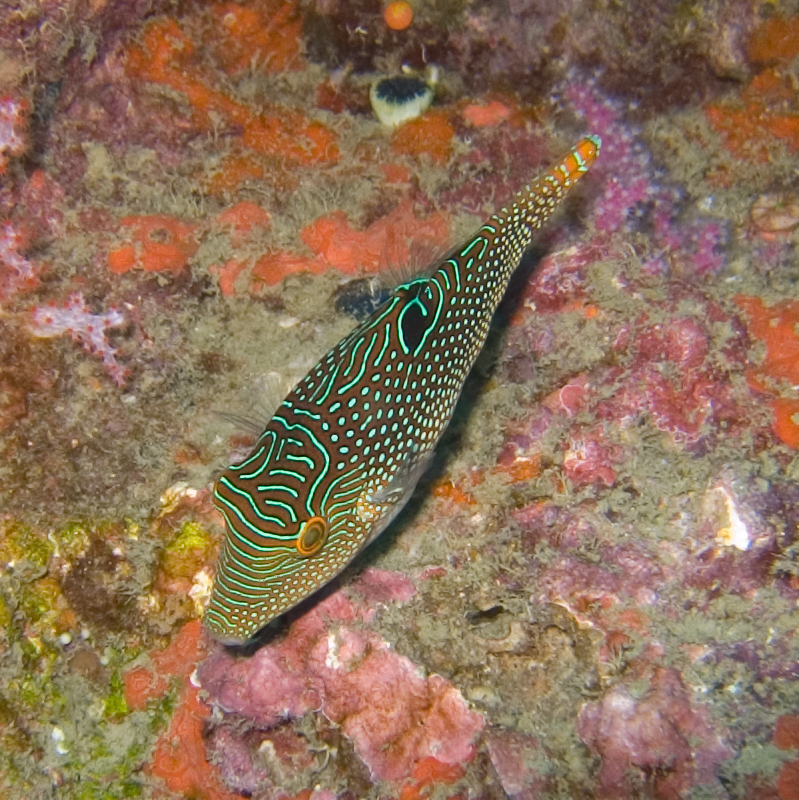
Canthigaster compressa
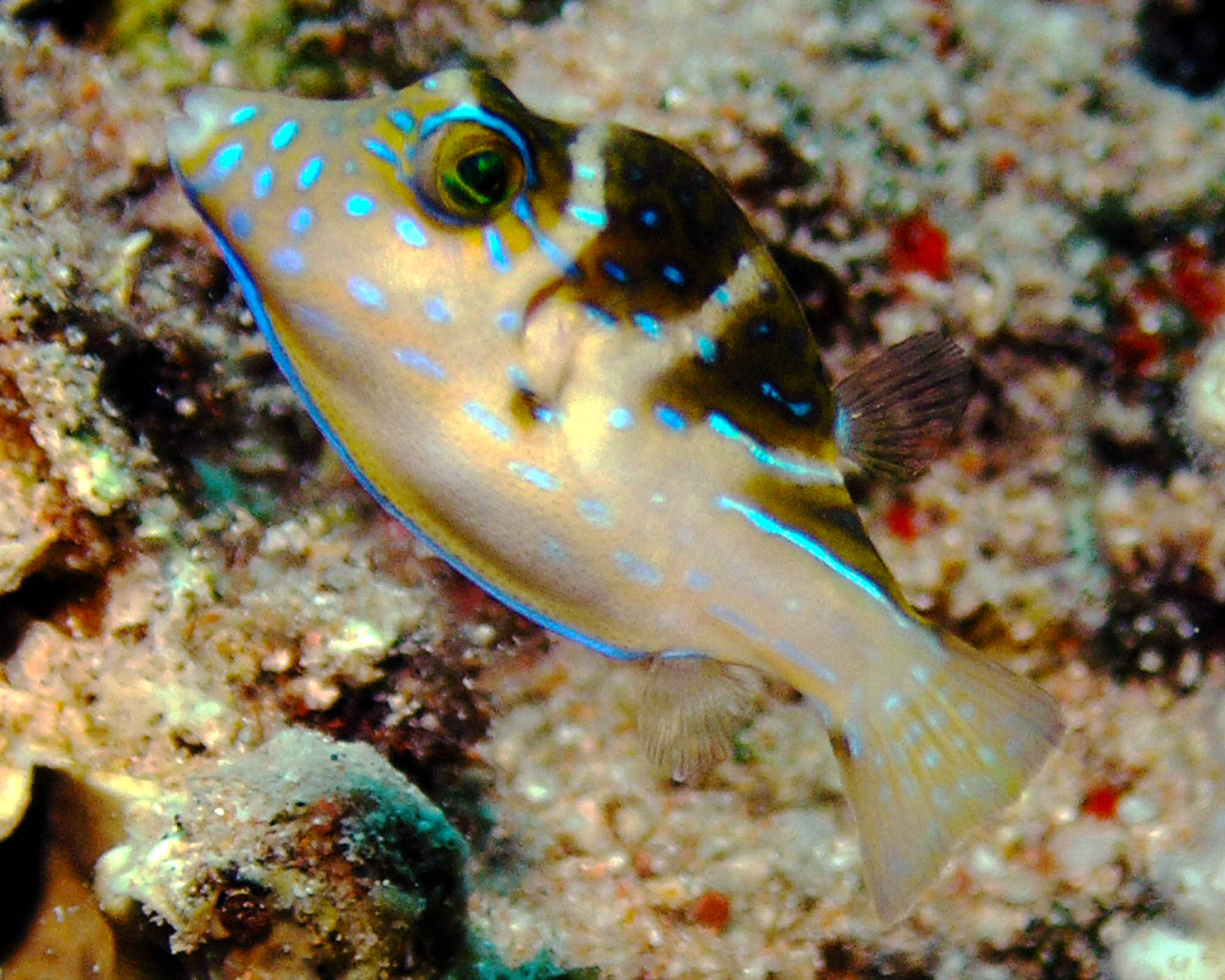
Canthigaster coronata
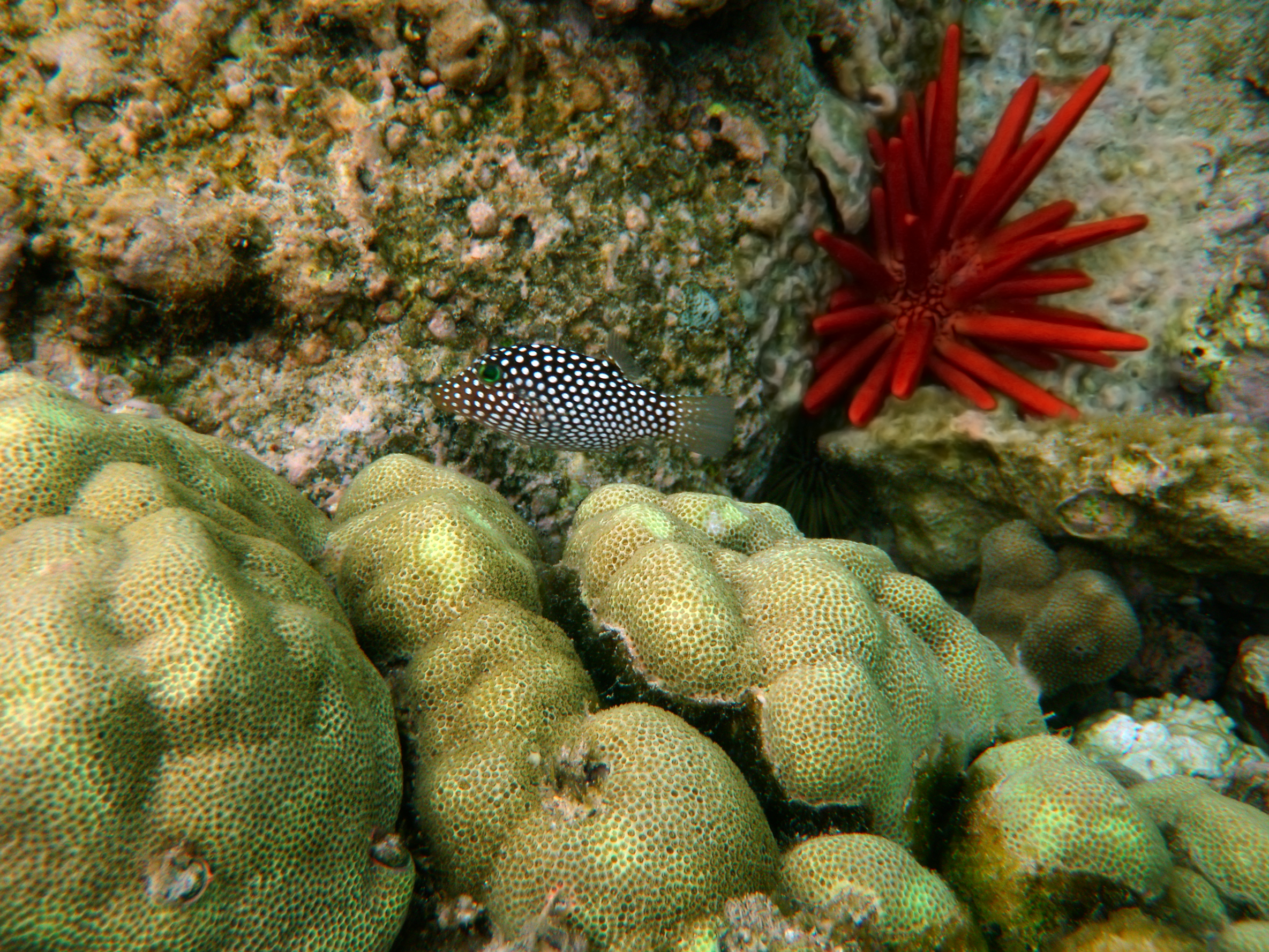
Canthigaster jactator
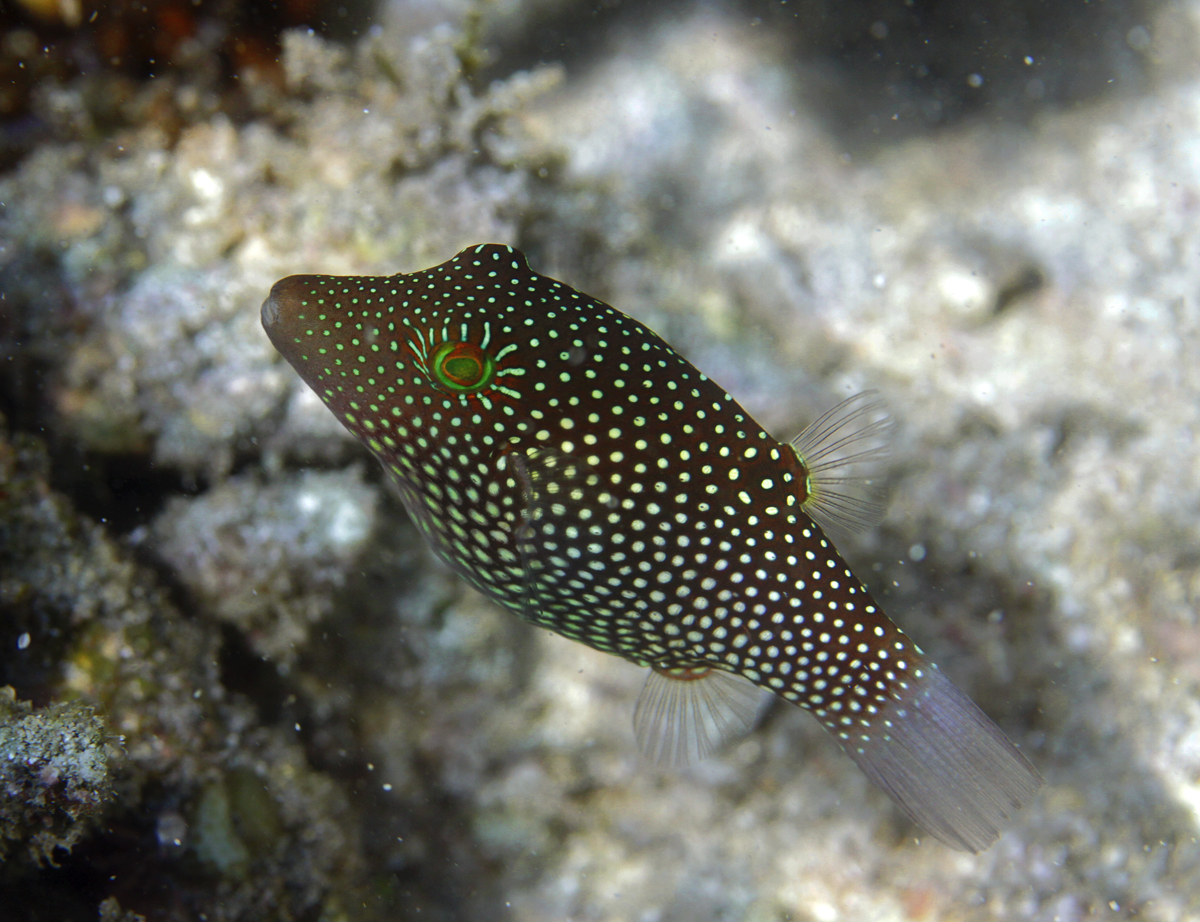
Canthigaster janthinoptera
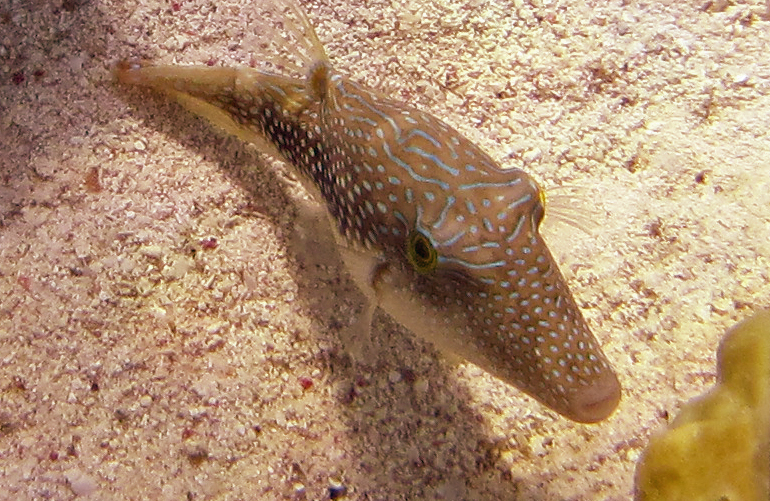
Canthagaster margaritata
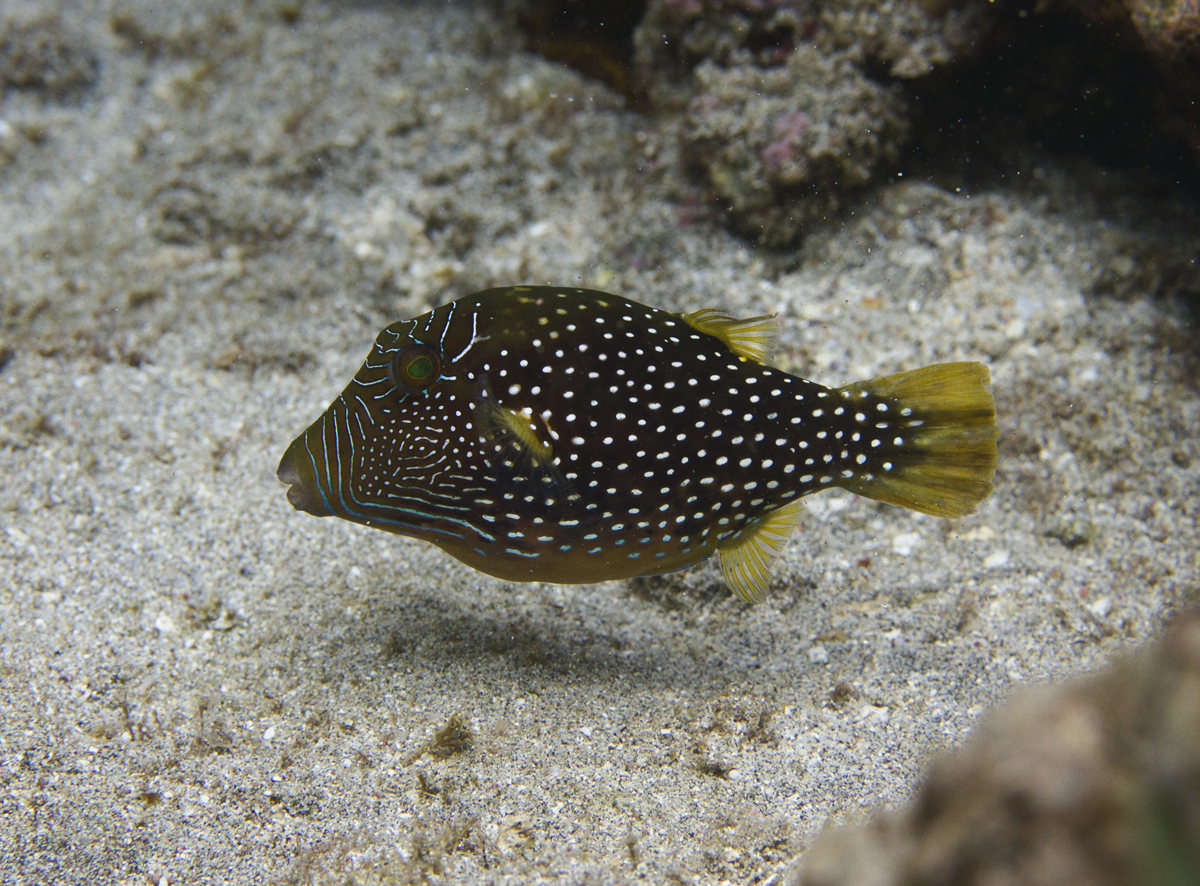
Canthigaster natalensis
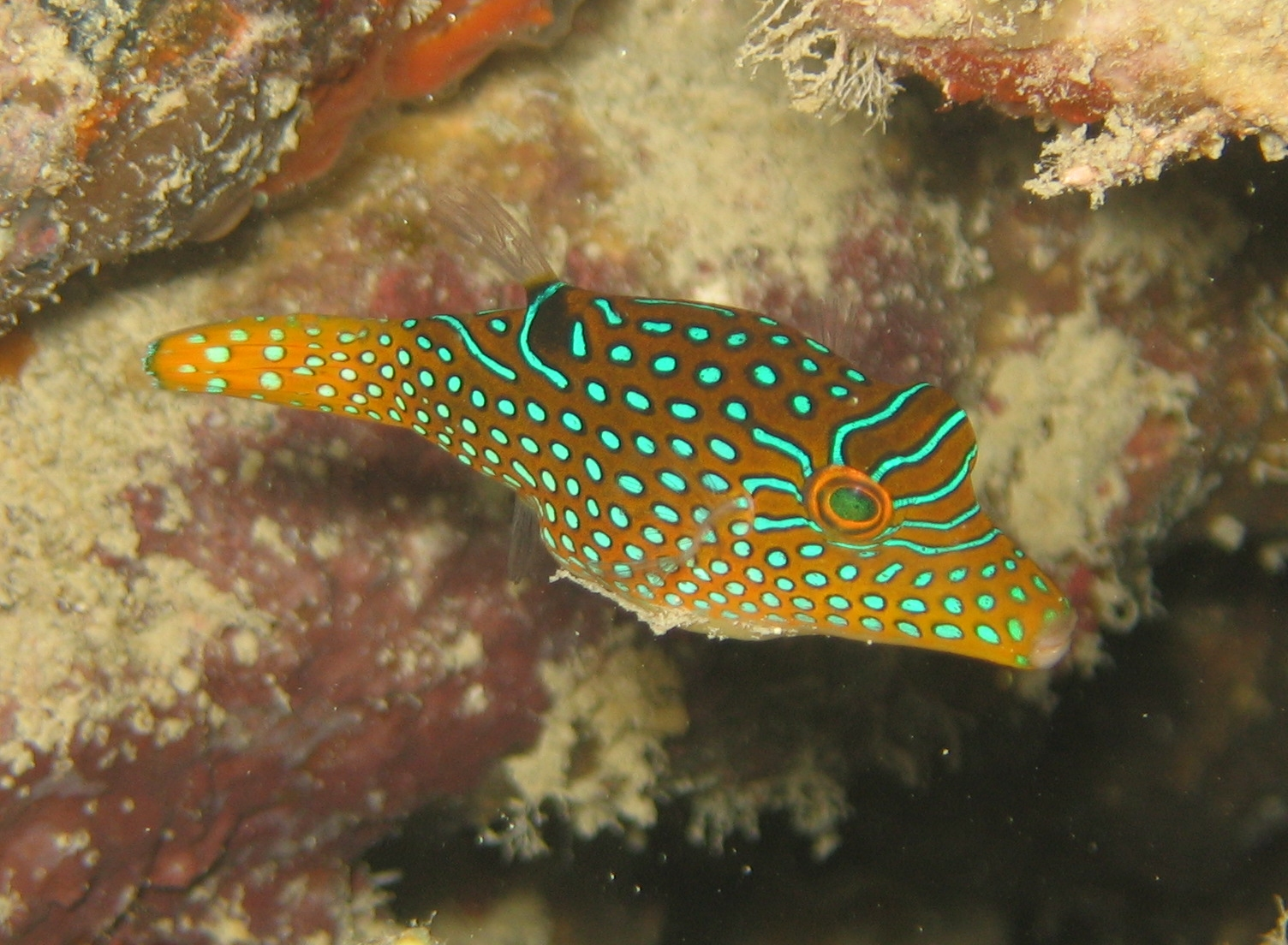
Canthigaster papua
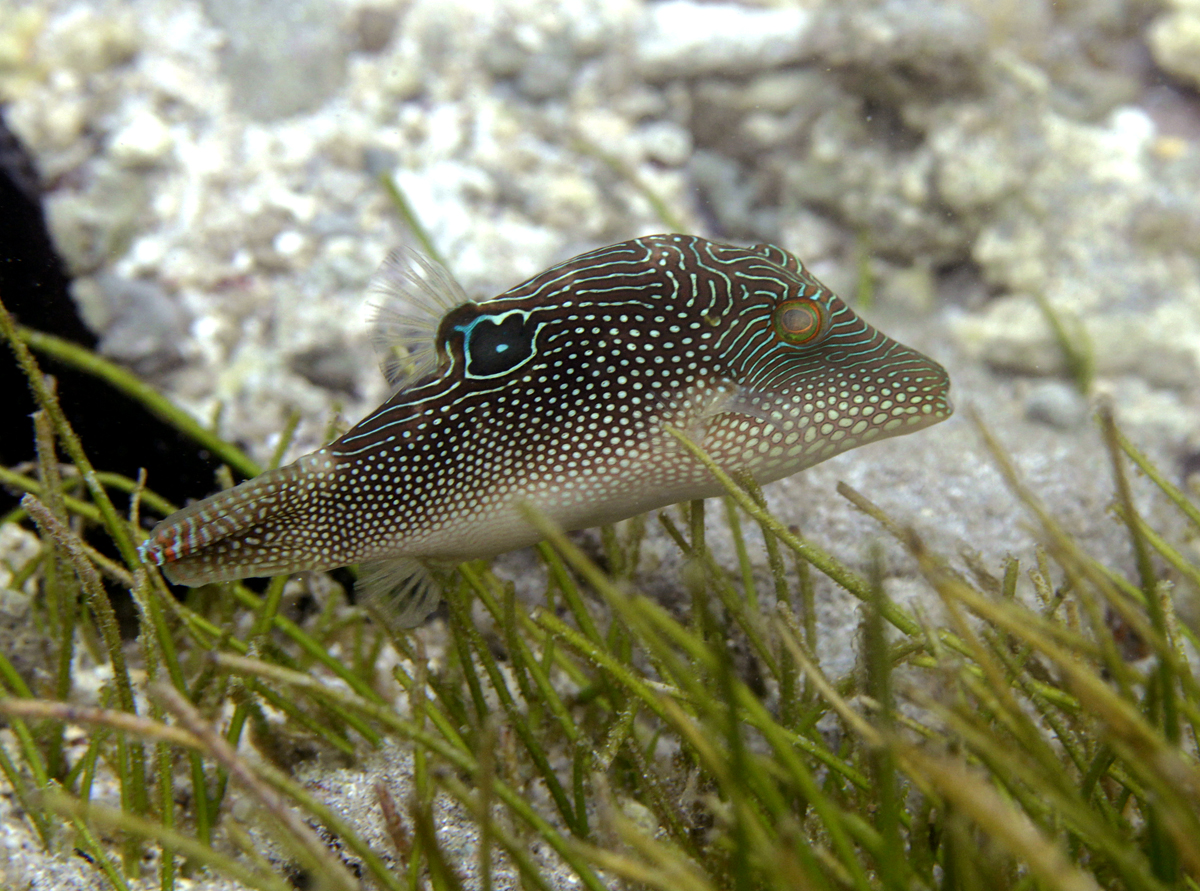
Canthigaster petersii
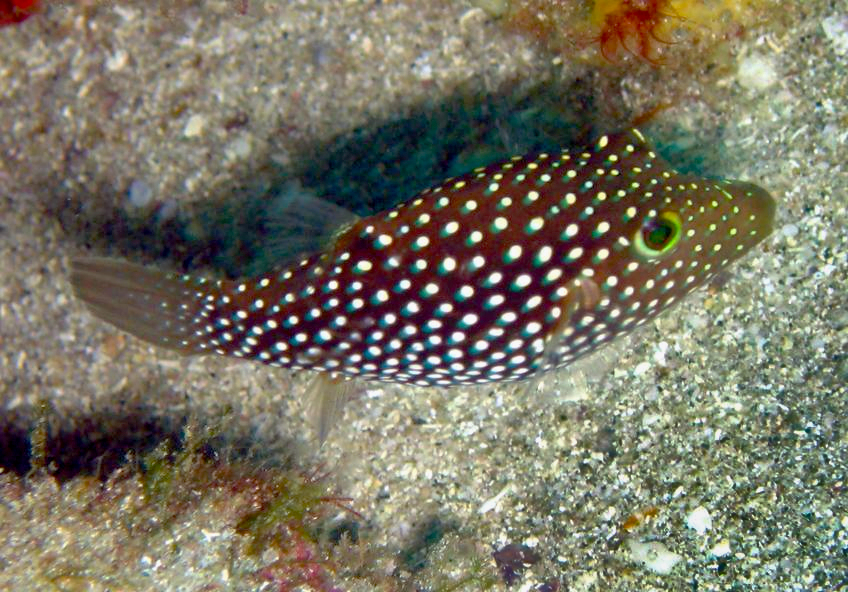
Canthigaster punctatissima
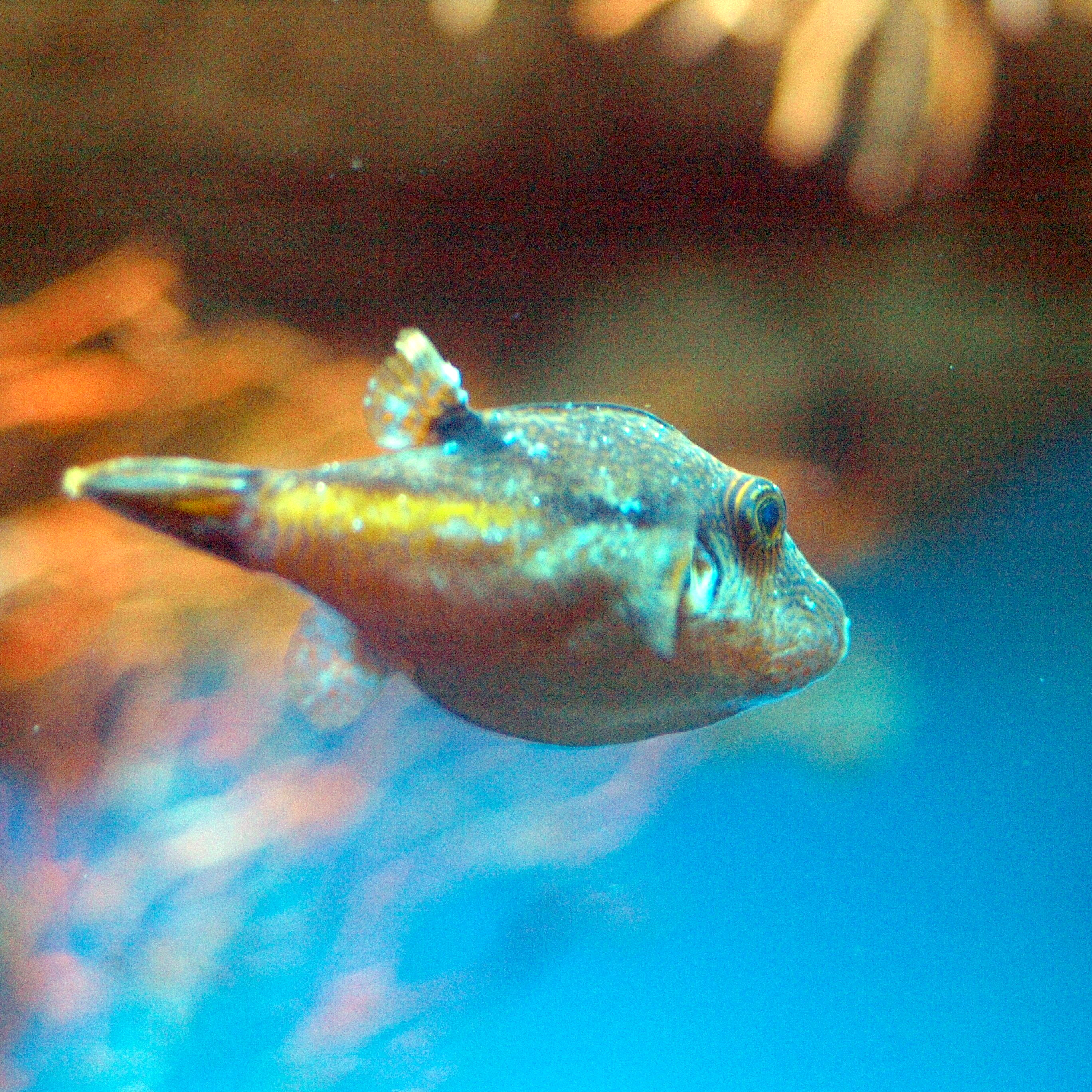
Canthigaster rivulata
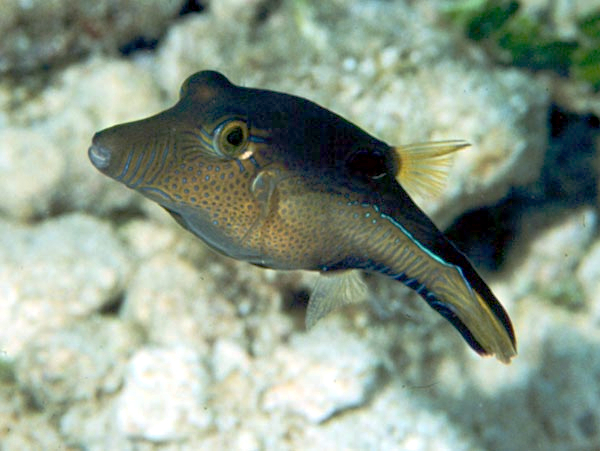
Canthigaster rostrata
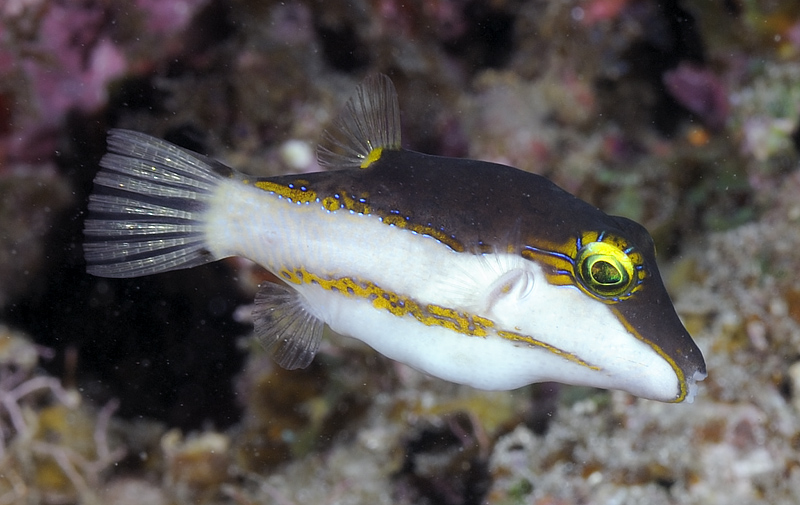
Canthigaster smithae
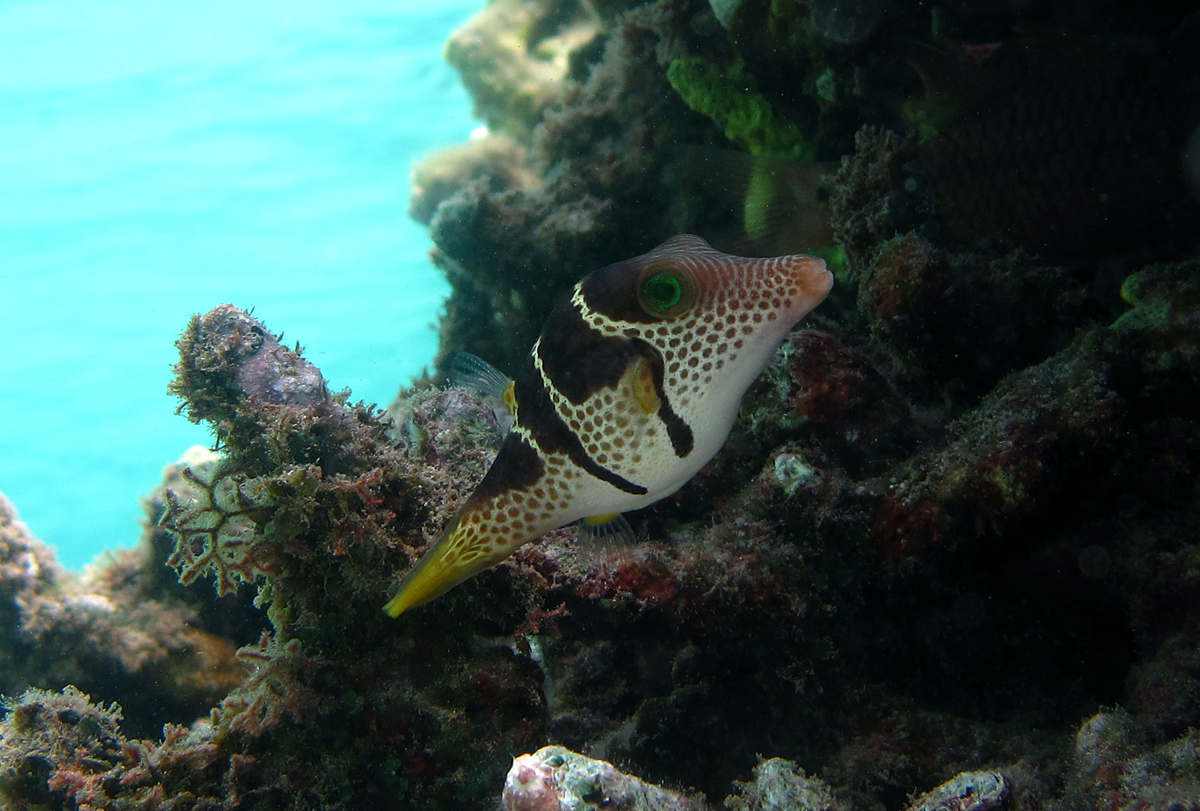
Canthigaster valentini